# 广清城际铁路
廣清城際鐵路是粤港澳大湾区城际铁路一條連接广东省广州市和清远市的城际铁路。线路由广州地铁集团旗下的广东城际铁路运营有限公司运营，是中国大陆首个由地方自行运营的城际铁路。
一期線路全長38.176公里，設置6座車站，连接广州北站旁的花都站和清远南部的清城站，于2020年11月30日开通运营。北延段長19.7公里，設置4座車站，联通清远站和省職教城，于2024年12月28日开通运营。南延段長22公里，設置4座車站，连接广州白云站，现正建设中，计划在2025年开通运营。

## 线路概况

广清城际实际路线图，含在建的南延段

广清城际铁路一期起自广州北站城际场（花都站），出站后与京广高铁并行跨过迎宾大道的新都大桥，再沿京广铁路西侧跨广清高速公路，下穿平步大道后至石陂村东侧设乐同站；之后继续沿京广铁路向北至雄狮西路与京广铁路交叉口南侧设狮岭站；出站先后跨过山前大道、肇花高速公路、京广铁路联络线、京广铁路及广清高速公路，至银盏温泉度假村南侧设银盏站；出站后两跨银盏河及107国道和佛清从高速公路，至龙塘镇东侧设龙塘镇站；出站跨过大燕河，先后沿规划荔枝公园西侧、新围村东侧前行至清远大道南侧设清城站。线路全长38.176公里，设站6座，最高時速為200公里。
北延段起自清城站北端咽喉，沿清远大道（355国道）、站前路至武广高铁清远站，在站前广场错台设半地下洲心站，出站后向北上跨北江，于飞霞山西侧预留设站条件，之后折向职教一路（354省道）向西至飛霞站。线路全长19.605公里，设3个车站及1个预留站，最高時速為200公里。
南延段起自广州白云站城际场，出站后上跨石井河，在白云湖附近上跨京广铁路后设白云湖站，然后下穿華南快速路，之后上跨流溪河、广珠铁路，在江高镇叶边村东侧设江高站。出站后线路紧贴京广铁路江村编组站向西北行，下穿北二环高速公路、京广高铁，转向西北沿广清高速公路北行，上跨神山大道、雄郭西路后在大岭南路西侧设神山站，出站后外包广佛环线进入花都站，并与广清城际一期连接。线路全长22.002公里，设4个车站，最高時速為160公里。待广州站改造后有引入广州站的计划。

## 歷史

### 規劃
2008年，广东省政府大幅修编珠三角城际轨道交通网规划，广清城际项目获纳入为交通网的其中一条射线，并规划远期延伸至韶关。
2009年3月，清远市政府向公众征集广清城际在清远市内的走向和站点设置方案，沿环城路方案（B线）最终入选，初步可行性研究报告亦通过专家评议。该方案中，线路起自银盏，沿107国道途经龙塘镇，先后设龙塘站、清远开发区站，之后沿光明北路至清远市政府东侧（体育学校东侧）设市政府站，沿凤城大桥西侧过北江，于规划大学城东侧设站后折向西，沿国道107设清城站，之后至清新县人民医院前设终点站清新站。
2009年6月，广清城际开始环评公示。线路全长67.84公里，共设11座车站，设主线及连接白云机场的支线，大致呈倒“Y”型。主线设广州北站、汽车学院站、狮岭站、银盏站、龙塘站、清远站、大学城站、清新站，支线设汽车学院站、天贵路站、花山站和机场北站。除清远至清新长10.58公里段为远期建设外，其余路段为近期建设。
後來，线路各段规划均有调整。原白雲機場支線随珠三角城際軌道交通規劃变动而被纳入穗深城际铁路北延線（新白廣城際），与广清城际的交汇站改为广州北站。广清城际延伸至清远城区内的路段，亦根据清远市接驳京广高铁清远站的意愿，以及省市政府完善燕湖新城和广东省职业教育城的交通配套措施，而调整走向：线路向东绕经清远站后再跨江进入职教城，形成反“C”字走向，不再进入清新城区。而南延段新增白云湖站和神山站，南端先接入棠溪站，待广州站改造等条件成熟后再接入。

### 建设

#### 首期
2012年1月，广东省和铁道部批准广清城际广州北至清远段项目立项，并在9月批复同意项目可行性研究报告。11月22日，线路举行開工仪式，并于2013年全面开工。
2015年1月，线路全线首榀箱梁完成架设。
广清城际清远段因拆迁量较小，建设进展较快。而花都段由于线位部分与武广高铁、京广铁路并行，涉及的历史遗留问题及拆迁较多，加上广州北站扩容工程进展缓慢，导致全线进度受影响。2018年9月，广州北站综合交通枢纽工程开工。
2019年7月，廣清城際鐵路開始鋪軌。
2020年5月9日，廣清城際鐵路接觸網全線貫通。5月15日，线路开始静态验收。7月16日，线路開始聯調聯試。

#### 北延段

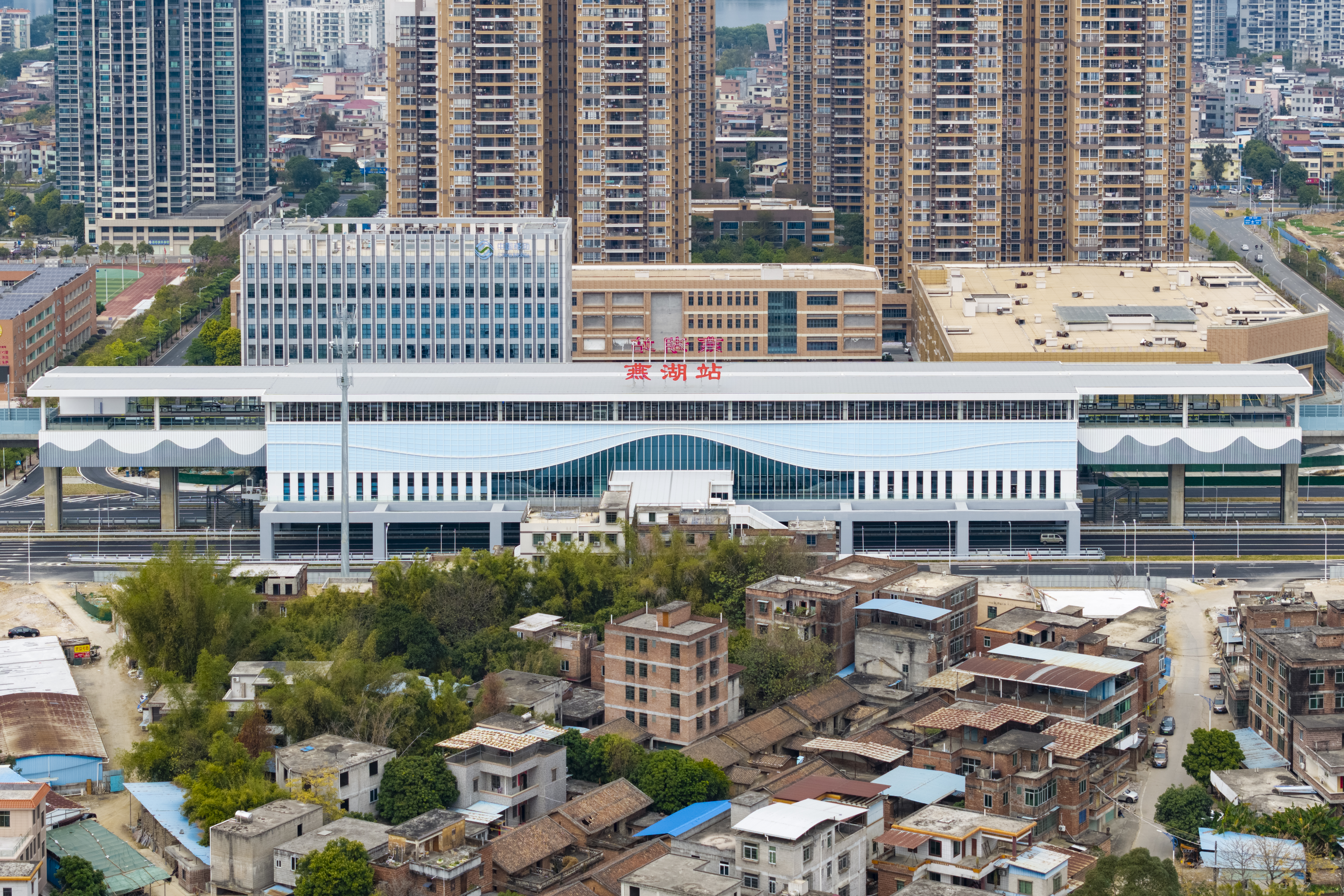
设于清远燕湖新城的燕湖站

2020年8月7日，广东省交通运输厅批复广清城际清远至省职教城段段项目初步设计方案。9月5日，北延段（清遠-省職教城段）開工。
2022年5月5日，广清北延项目北江特大桥首个水上大体积承台浇筑完成。
2022年7月1日，清远南制梁场首榀箱梁成功浇筑。2024年1月6日，全线预制箱梁架设任务完成。
2024年5月21日，北延段开始铺轨。6月19日，全线完成长轨铺设。6月26日，全线完成送电工作。2024年8月24日，北延段全线“电通”；同月27日，北延段完成全线冷滑试验；同月30日，接触网开始送电。9月，全线完成接触网热滑试验。11月初，全线完成“三权”移交。

#### 南延段
2020年6月19日，广东省交通运输厅批复广清城际广州白云至广州北段项目初步设计方案。6月28日，南延段（廣州白雲-廣州北段）開工。
2023年12月24日，南延段（廣州白雲-廣州北段）开始接触网工程作业。2024年5月15日，南延段开始铺轨，至2025年6月14日完成。7月21日，本线通过初步验收。

### 运营
2020年9月23日，廣清城際（花都至清城段）通過運營安全評估。同年11月30日，廣清城際一期正式開通營運。
2024年12月28日，广清城际北延段正式开通。

## 車站
廣清城際鐵路現時設9個車站，其中清遠市6座、广州市3座。
| 站名                                 | 里程 （公里） | 里程 （公里） | 快车         | 换乘路线                                                  | 所在區域     | 所在區域     | 啟用日期       | 車站形式           |
| 站名                                 | 站间          | 累计          | 快车         | 换乘路线                                                  | 所在區域     | 所在區域     | 啟用日期       | 車站形式           |
| 廣清城際鐵路                         | 廣清城際鐵路  | 廣清城際鐵路  | 廣清城際鐵路 | 廣清城際鐵路                                              | 廣清城際鐵路 | 廣清城際鐵路 | 廣清城際鐵路   | 廣清城際鐵路       |
| ------------------------------------ | ------------- | ------------- | ------------ | --------------------------------------------------------- | ------------ | ------------ | -------------- | ------------------ |
| 飞霞                                 | 10            | 56            | ●            |                                                           | 清远市       | 清城区       | 2024年12月28日 | 高架四线双侧式站台 |
| 飞霞山                               |               |               |              |                                                           | 清远市       | 清城区       | （预留站）     | 高架两线双侧式站台 |
| 洲心                                 | 6             | 46            | ｜           | 清远站                                                    | 清远市       | 清城区       | 2024年12月28日 | 地下两线双侧式站台 |
| 燕湖                                 | 3             | 40            | ｜           |                                                           | 清远市       | 清城区       | 2024年12月28日 | 高架两线双侧式站台 |
| 清城                                 | 6             | 37            | ●            |                                                           | 清远市       | 清城区       | 2020年11月30日 | 高架四線雙島式站台 |
| 龍塘鎮                               | 8             | 31            | ｜           |                                                           | 清远市       | 清城区       | 2020年11月30日 | 高架四線雙側式站台 |
| 銀盞                                 | 13            | 23            | ｜           | 磁浮银盏站：清远磁浮旅游专线                              | 清远市       | 清城区       | 2020年11月30日 | 高架兩線雙側式站台 |
| 獅嶺                                 | 4             | 10            | ｜           |                                                           | 廣州市       | 花都區       | 2020年11月30日 | 高架四線雙側式站台 |
| 樂同                                 | 6             | 6             | ｜           |                                                           | 廣州市       | 花都區       | 2020年11月30日 | 地面兩線雙側式站台 |
| 花都                                 | -             | 0             | ●            | 廣州东環城際鐵路 廣州北站 ：广州地铁9号线、广州地铁24号线 | 廣州市       | 花都區       | 2020年11月30日 | 地面六線四島式站台 |
| 註釋                                 |               |               |              |                                                           |              |              |                |                    |
| - 斜體標示的车站和換乘線路尚未開通。 |               |               |              |                                                           |              |              |                |                    |

| 南延段（建造中）                     | 南延段（建造中）                                                                                | 南延段（建造中）                 | 南延段（建造中）                 | 南延段（建造中）                 | 南延段（建造中）                 |
| 站名                                 | 換乘路線                                                                                        | 所在地                           | 所在地                           | 状态                             | 車站形式                         |
| 廣清城際鐵路南延段（花都至广州）     | 廣清城際鐵路南延段（花都至广州）                                                                | 廣清城際鐵路南延段（花都至广州） | 廣清城際鐵路南延段（花都至广州） | 廣清城際鐵路南延段（花都至广州） | 廣清城際鐵路南延段（花都至广州） |
| ------------------------------------ | ----------------------------------------------------------------------------------------------- | -------------------------------- | -------------------------------- | -------------------------------- | -------------------------------- |
| ↑接（花都至飞霞段）                  |                                                                                                 |                                  |                                  |                                  |                                  |
| 神山                                 |                                                                                                 | 廣州市                           | 白雲區                           | 建设中                           | 高架兩線雙側式站台               |
| 江高                                 | 江高站：广州地铁8号线                                                                           | 廣州市                           | 白雲區                           | 建设中                           | 高架兩線雙側式站台               |
| 白云湖                               |                                                                                                 | 廣州市                           | 白雲區                           | 建设中                           | 高架兩線雙側式站台               |
| 广州白云                             | 广州白云站 ：广州地铁12号线、广州地铁22号线、广州地铁24号线 石潭站：广州地铁8号线               | 廣州市                           | 白雲區                           | 建设中                           | 地面两線岛式站台                 |
| 广州                                 | 广州站 廣州火車站：广州地铁2号线、广州地铁5号线、广州地铁11号线、广州地铁14号线、广州地铁22号线 | 廣州市                           | 越秀區                           | 规划中                           | 地面四線雙岛式站台               |
| 註釋                                 |                                                                                                 |                                  |                                  |                                  |                                  |
| - 斜體標示的车站和換乘線路尚未開通。 |                                                                                                 |                                  |                                  |                                  |                                  |

## 列車
廣清城際鐵路使用龙塘动车运用所的8编组CRH6A動車組和4编组CRH6A-A、CRH6F-A动车组运行，以便灵活地调整运力。
初期线路仅有7列CRH6A動車組。2021年，珠三角城际公司为广清南延段招标订购8列CRH6A-A，相关订单并由中车广东公司中标。2023年10月12日，四编组CRH6A-A动车组正式上线运营。此后再有四编组CRH6A-A和CRH6F-A动车组上线运营。
随着四编组列车陆续送抵，原配属龙塘所的8编组列车陆续转至客流需求更大的广肇-广惠线运营。现时本线仅大站停快车使用8编组列车，多数的4编组列车则由站站停列车使用。

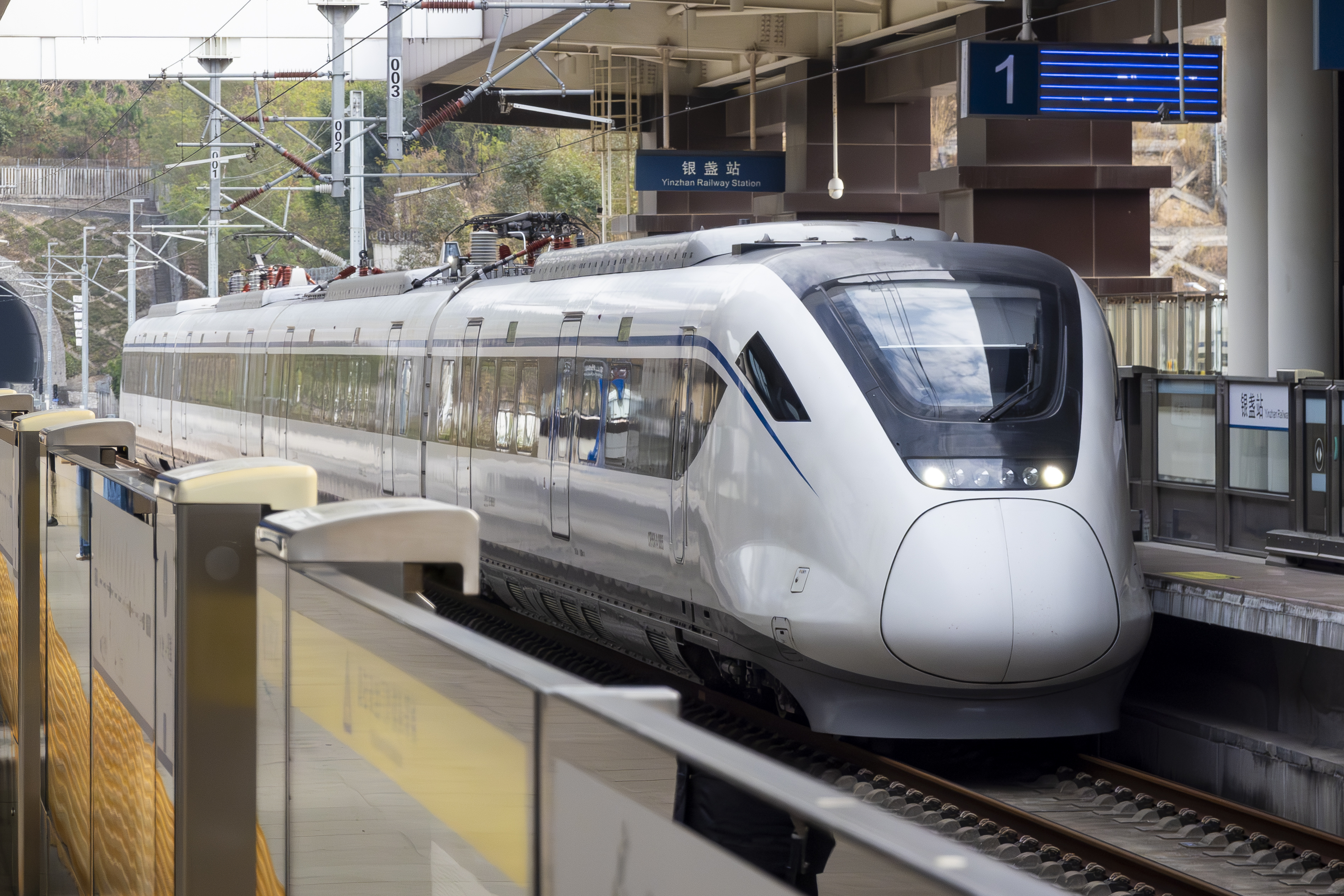
4编组CRH6A-A-0665驶入银盏站
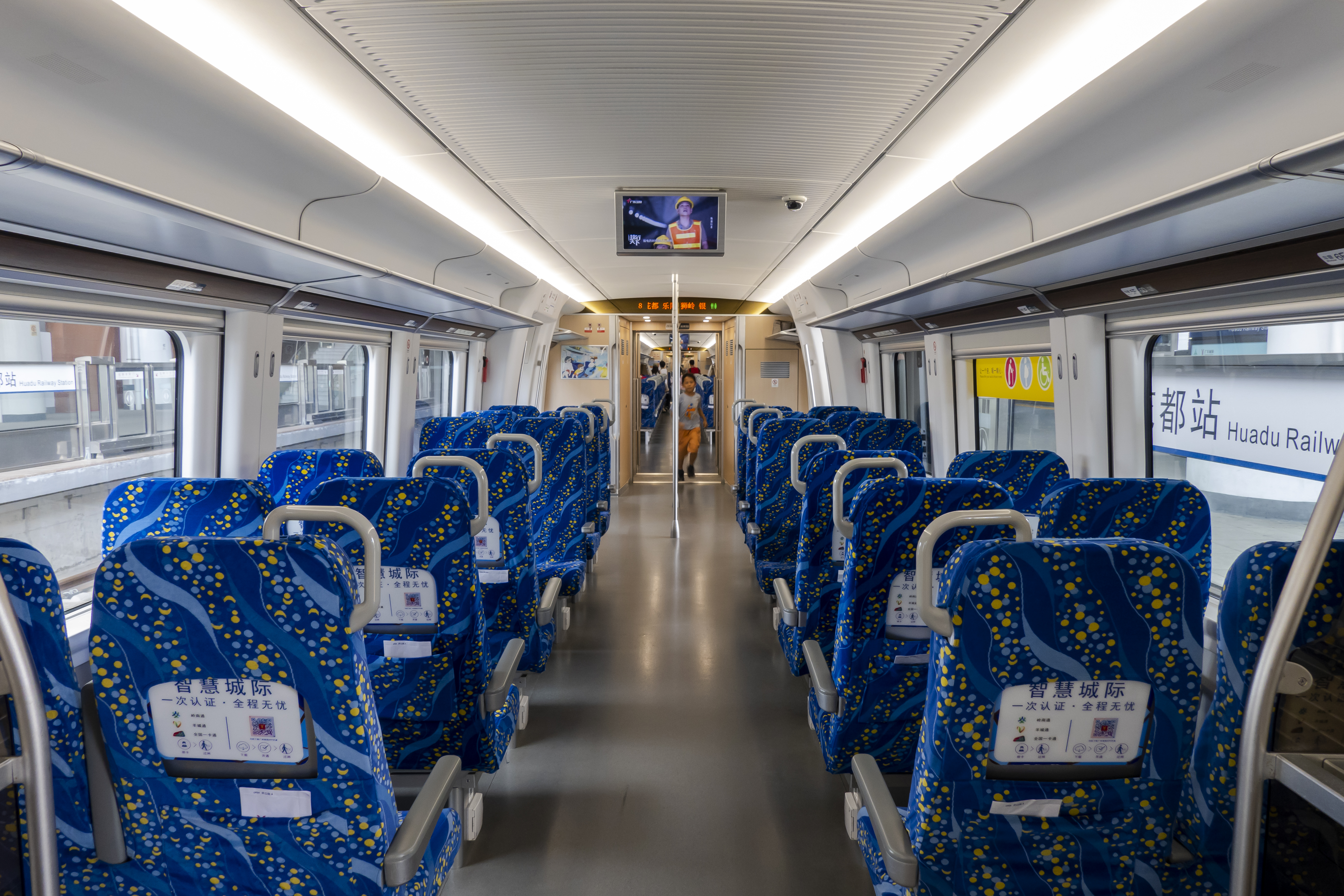
8编组CRH6A-0632内部
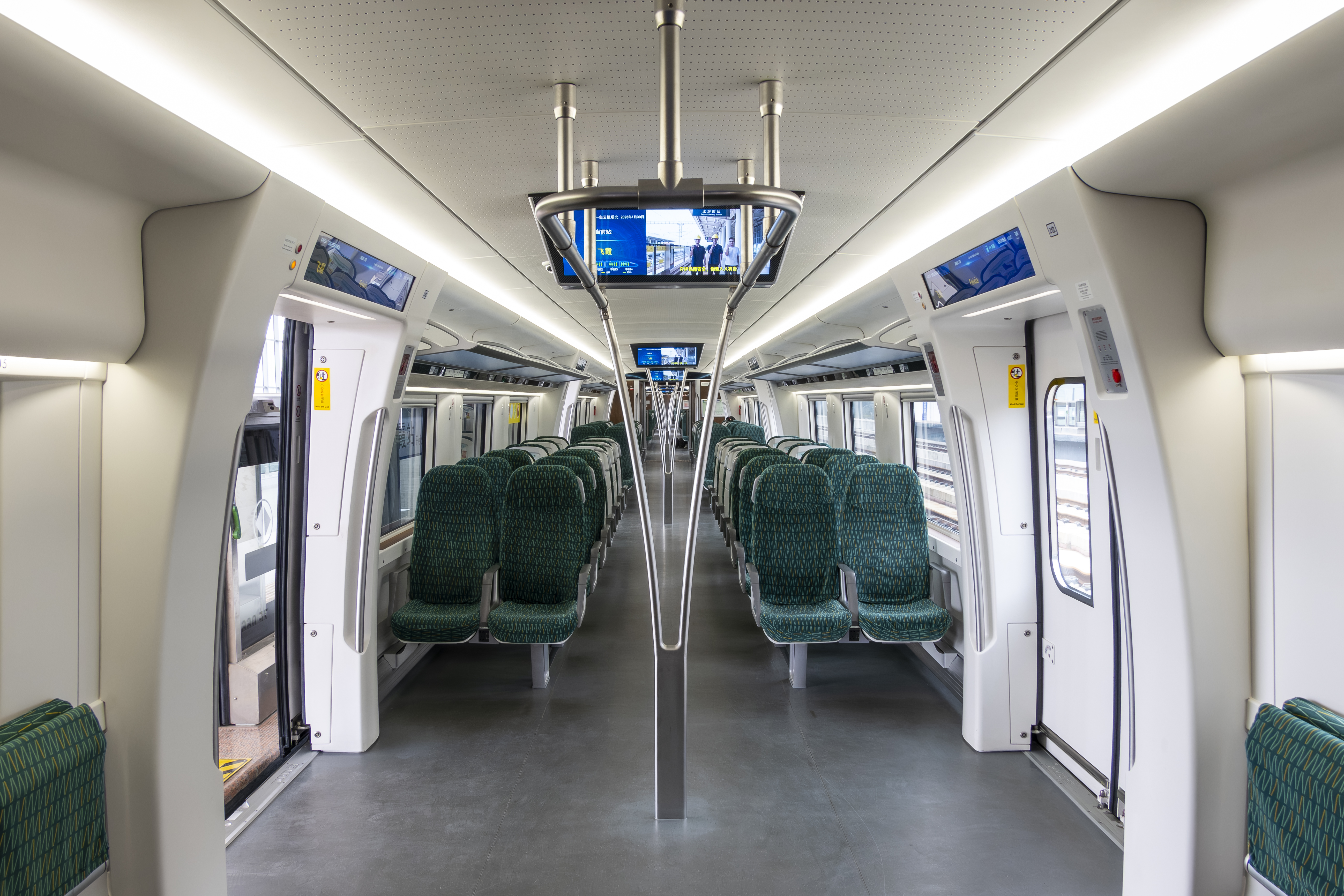
4编组CRH6F-A-0669内部

## 行车安排

### 现时

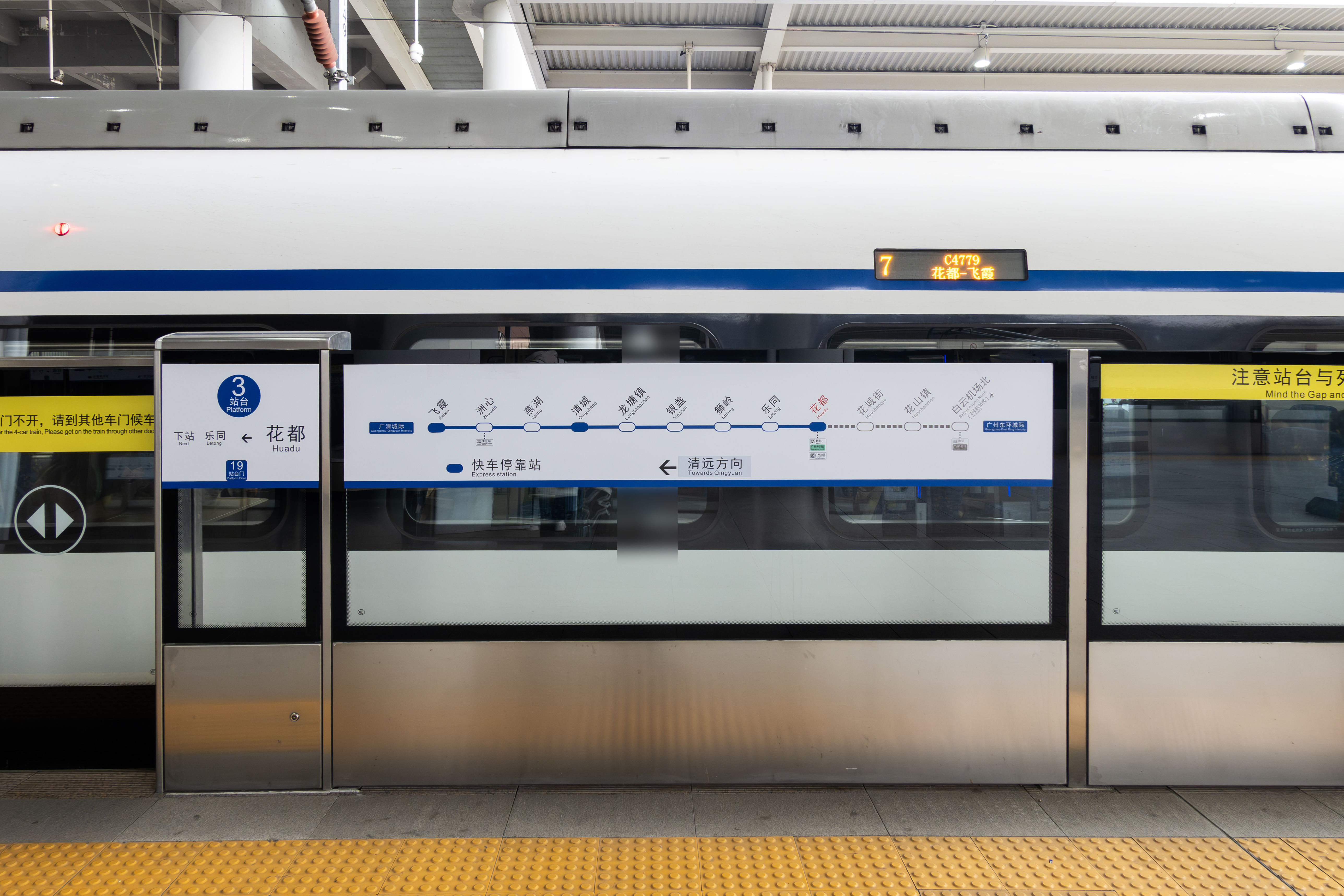
花都站的广清、广州东环城际线路图

自2025年5月12日起，广清城际不再区分平日/周末运行图。除临近早晚发车/收车时段的部分班次外，行车交路如下：
- 白云机场北 ⇋ 花都 ⇋ 飞霞：站站停，与广州东环城际贯通运营，全日开行；
- 花都 ⇋ 飞霞：大站快车，中途仅停靠清城站，仅清晨和傍晚部分时段开出6列；
- 花都 ⇋ 清城：直达列车，中途不停站，全日开行22列。

### 调整历程
開通時，廣清城際、廣州東環城際貫通運營。北行設列車35班，南行設列車34班。清城站每天6點15分往白雲機場北站方向將開行1列大站快車。其餘列車為站站停。大站停需時39分，站站停需時1小時2分鐘。
2021年3月1日起，廣清城際、廣州東環城際大幅調整運行圖。廣清城際每天開行對數增加至42對，平均發車間隔壓縮至22分鐘，最小開行間隔10分鐘。其中包括13對花都站與清城站之間的直達列車，每小時均有直達列車開行，两站之間最快16分鐘直達。
2023年10月30日起，广清、广州东环城际再大幅调整运行图。新运行图分为日常（周一至周四）时刻表和高峰（周五至周日）时刻表，届时清城站至花都站往返直达车每天将增加4列，行车间隔由58分钟压缩至53分钟。同年12月22日起，广清、广州东环城际统一使用现时周五至周日的时刻表，即增加1列动车组上线运营。调整后，广清城际行车间隔为19分钟。2024年12月28日北延段开通后，广清城际周一至周四开行91列动车组，平均行车间隔21分钟；周五至周日开行104列动车组，平均行车间隔18分钟。

## 票務

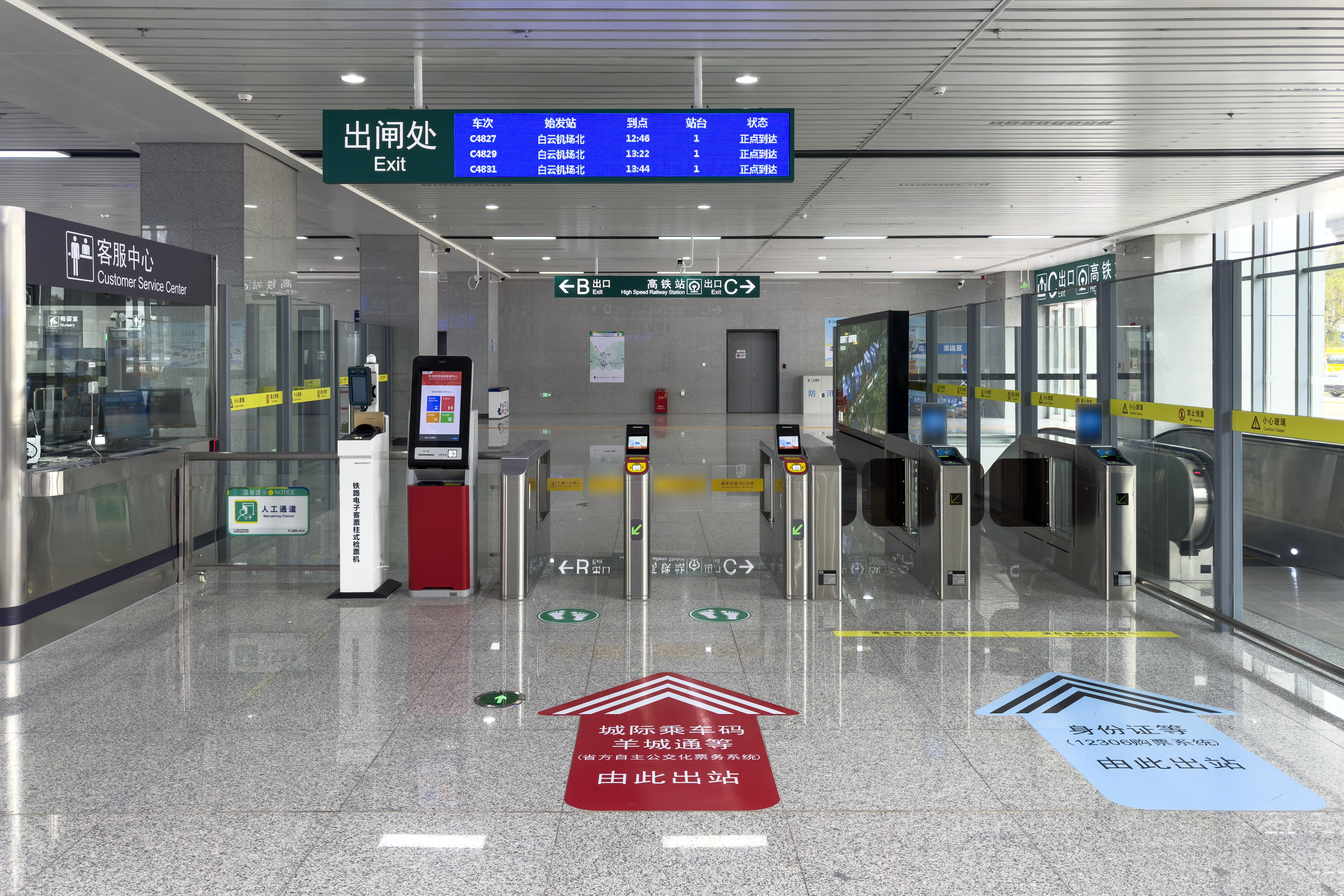
洲心站的中国铁路12306系统和广东城际公交化多元票务系统出站闸机

### 铁路12306
乘客可通过铁路12306网站和客户端购票乘车。由於本綫的定位為公交化鐵路，因此出售的全是无座票，亦即不設劃位。
2023年10月30日起，广清城际支持12306的优惠票种，即90天内可乘坐20次的计次票及30天内最多乘坐42次的定期票。上述票种均限定乘车区间，不可变更。

### 公交化多元票务系统
与普通的客运列车只能通过铁路系统购票不同，除了12306，乘客还可通过广东城际的公交化多元支付票務系統，使用普通羊城通、嶺南通、全國交通一卡通等实体交通卡或广州地铁App内的城际乘车码乘车。乘客需事先通过广州地铁APP（限乘车码）或站内自助客服终端（限交通卡）进行实名制登记及人脸核验。入闸后最多可在付费区停留360分钟（6小时），如超过时限，须额外按出闸站城际线网单程最高票价缴交超时车费。
此外，广州方面亦有改造广清城际票务系统的计划，使其可与广州地铁线网票务互通。

### 票價
广清城际票价标准为0.66元/公里（10公里起计），现时常态执行约9折的优惠。由于没有地方政府的财政补助，票价与城市轨道交通相比较高。清远市政府曾在2022年11月发布招标公告，研究对票价给予适当财政补贴，以期吸引市民乘坐；但一年后回复市民查询时表示，鉴于地方财政等因素，清远当局决定暂缓实施票价补贴方案。
在儿童乘车方面，自2023年1月1日起，不再使用身高标准，6周岁以上14周岁以下儿童需购买儿童票，进站时凭身份证件进站乘车。6周岁以下儿童方面，家长凭有效证件可免费乘车，超过一名儿童时需额外购买儿童优惠票。

## 运营事件
- 2022年12月20日至12月29日，因运输组织需要，广清城际临时停开直达列车[69][70]。
- 2025年6月23日傍晚，因清远市清城区发生地震，广清城际全线暂停服务，以进行检修工作；当晚20时50分起逐步恢复运行[71]。

## 未來發展
根據廣州地鐵已發布的《粵港澳大灣區城際線路（廣州東至花都天貴、芳村至白雲機場）工程勘察設計總承包項目招標公告》，廣州地鐵18號線北延段將設聯絡線通往廣州北站，銜接廣清城際。